# Krémovo
Krémovo (en rus: Кремово) és un poble del krai de Primórie, a l'Extrem Orient de Rússia, que en el cens del 2010 tenia 1.503 habitants.